# Hazelbury Bryan
Hazelbury Bryan – wieś w Anglii, w hrabstwie Dorset. Leży 21 km na północ od miasta Dorchester i 171 km na południowy zachód od Londynu.